# Chris Henry (Snookerspieler)
Christopher „Chris“ Henry (* 13. November 1965) ist ein englisch-belgischer Snookerspieler und -trainer. Henry war in den 1990er-Jahren für wenige Saisons und ohne großen Erfolg Profispieler und arbeitete im Anschluss als Trainer, wobei er mit mehreren Spielern der Weltspitze zusammenarbeitete.

## Karriere

### Snookerspieler
Mitte der 1980er-Jahre versuchte Henry, sich über die WPBSA Pro Ticket Series für die Profitour zu qualifizieren, scheiterte aber frühzeitig. Nachdem Anfang der 1990er-Jahre die Profitour für alle Spieler gegen ein gewisses Startgeld geöffnet wurde, wurde Henry zur Saison 1992/93 Profispieler. Neben einigen frühen Niederlagen schied er bei der Snookerweltmeisterschaft in der fünften und beim Grand Prix und bei der UK Championship jeweils in der sechsten Qualifikationsrunde aus. Auf der Weltrangliste wurde er infolgedessen auf Rang 397 geführt. Nachdem er anschließend keine weiteren Profispiele bestritt, rutschte er auf Rang 404 ab und verlor zum Ende der Saison 1994/95 seinen Profistatus.
2006 nahm Henry als Amateur an den Fürth German Open teil und unterlag in der Runde der letzten 48 Mark Joyce. 2009 versuchte Henry sich über die EBSA International Play-Off wieder für die Profitour zu qualifizieren, schied aber schon in der Gruppenphase aus. Während der Saison 2010/11 nahm er dann an mehreren Events der Players Tour Championship teil, schied aber spätestens in der Runde der letzten 128 aus. In der nächsten Spielzeit reduzierte er seine PTC-Teilnahmen auf zwei Turniere, namentlich das Paul Hunter Classic und die Antwerp Open, musste sich aber bereits in der Qualifikation geschlagen geben.

### Trainer
Henry arbeitete später als Trainer und fokussierte sich dabei vor allem auf den mentalen Aspekt des Snookerspiels. Er ist Mitarbeiter in einer belgischen Firma mit dem Namen Acuerate, die unter anderem spezielle Queues entwickeln. Er arbeitete unter anderem mit den früheren Weltmeistern Peter Ebdon und Shaun Murphy und auch mit der WPBSA zusammen. Es gibt auch weitere Spieler, die mit Henry zusammenarbeiteten, unter anderem der siebenfache Weltmeister Stephen Hendry, aber auch der vierfache Weltmeister Mark Selby. Als im Finale der Snookerweltmeisterschaft 2021 Selby auf Shaun Murphy traf, wurde Henry der erste Trainer der WM-Geschichte, der beide WM-Finalisten zum Zeitpunkt des Endspiels trainierte.